# Лісові пожежі в Греції (2009)

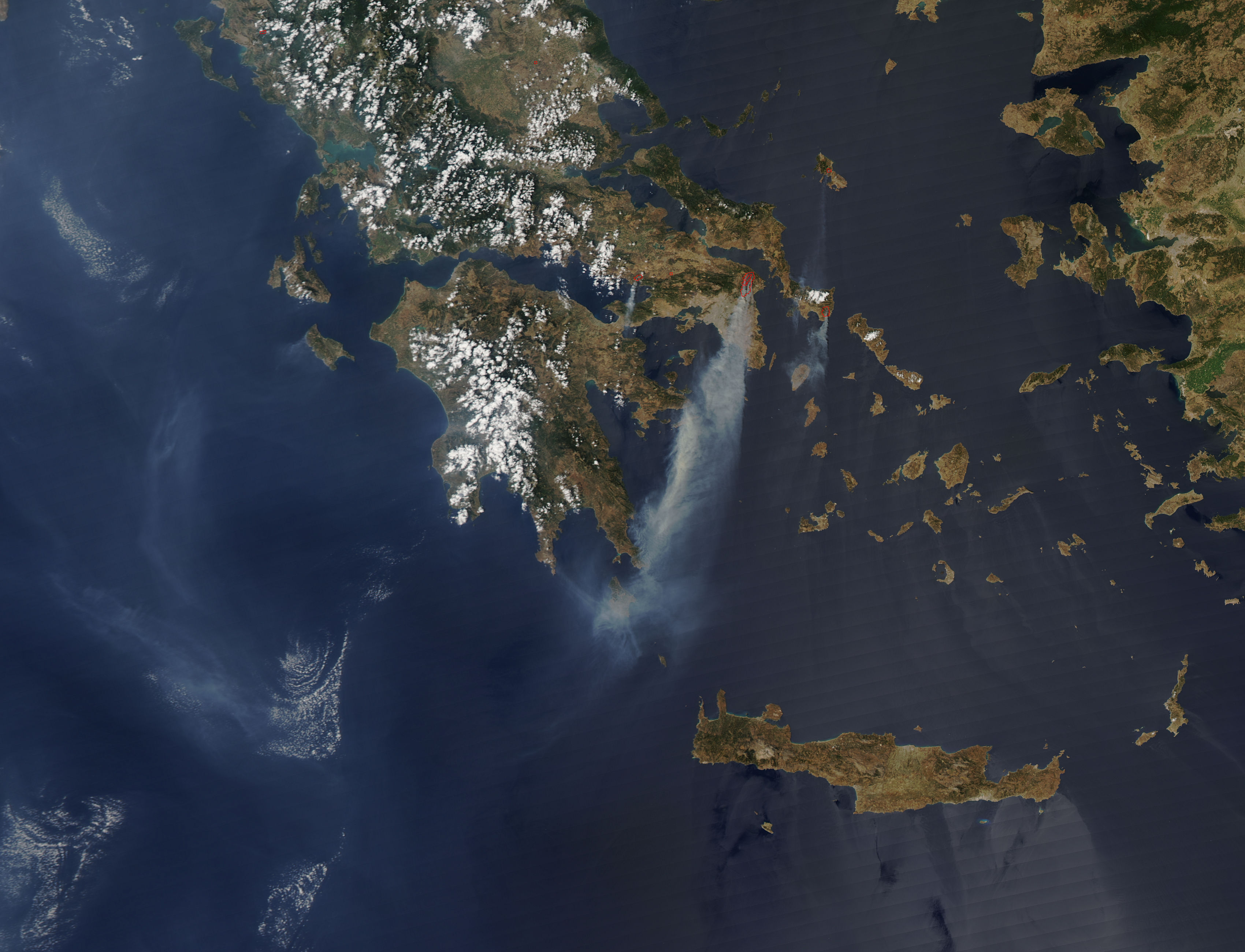
Супутниковий знімок

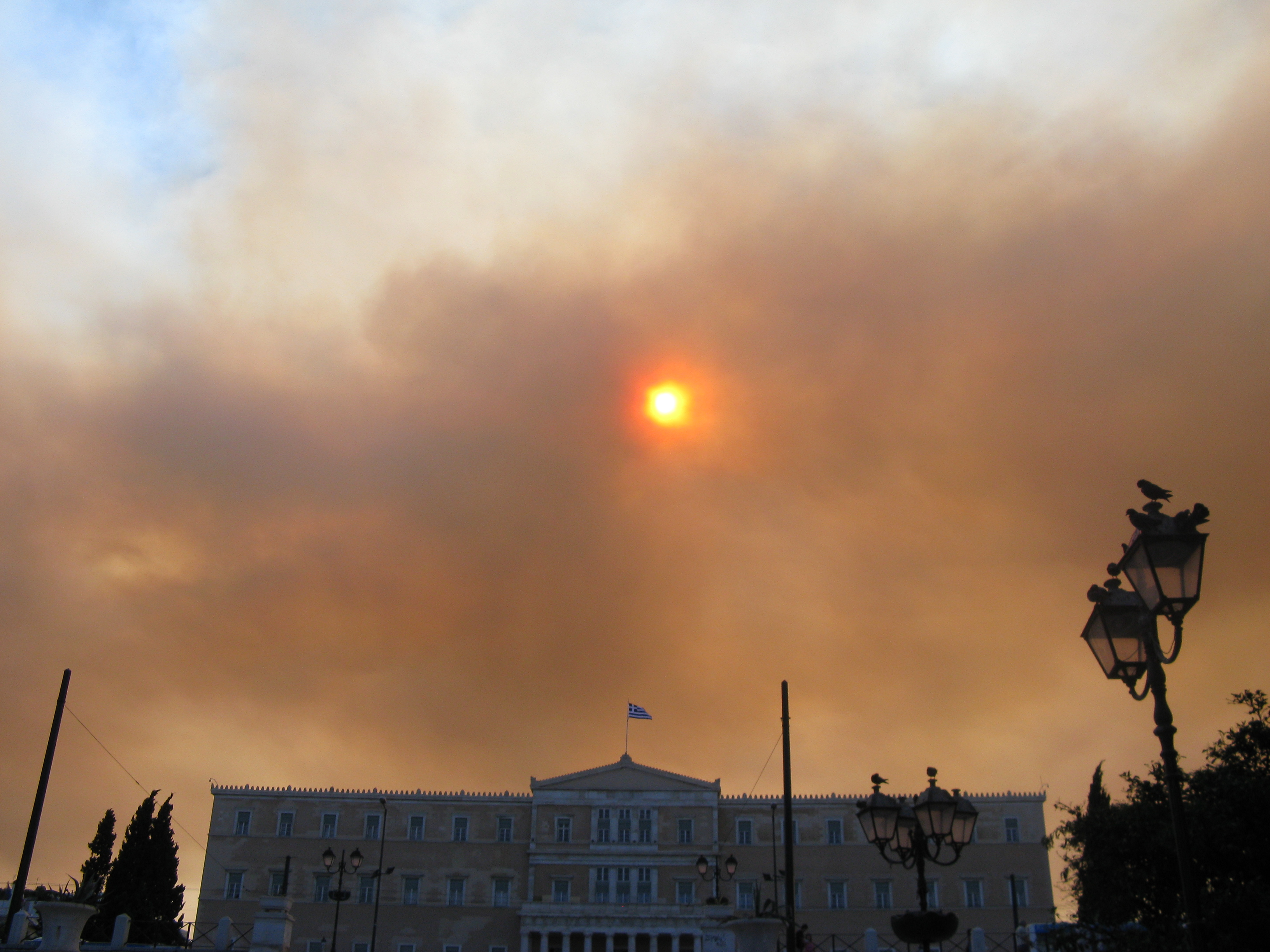
Дим від пожеж над центром Афін, площа Синтагма (22 серпня 2009)

Лісові пожежі в Греції 2009 року — серія стихійних природних пожеж, що вирували у кількох напрямках одночасно на території Греції. Ці пожежі є наймасштабнішими з 2007 року, проте поки що про наявність людських жертв не повідомлялось.

## Хронологія подій
Пожежі розпочались у Грамматіко, на відстані близько 40 км на північний схід від столиці Греції міста Афіни, 21 серпня 2009 року і швидко розповсюдились у напрямку передмість, охопивши чотирнадцять міст впродовж наступних трьох днів. 10 000 жителям Айос-Стефанос було запропоновано покинути цей район. Близько 600 пожежних і солдатів, дванадцять протипожежних літаків і дев'ять вертольотів були направлені для гасіння пожежі.
Станом на 24 серпня епіцентрами пожеж залишались міста Афіни, Марафон, Магула, Фіви та острів Евбея. У східному регіоні префектури Аттика оголошене надзвичайне становище. У гасінні пожежі взяли участь 649 пожежників та 1300 військових, задіяно техніки: 20 літаків CanadAir, 16 гелікоптерів, 1 військово-транспортний літак.
26 серпня північний вітер, що поновився, роздмухнув нові пожежі всього через кілька годин після того, як вдалось локалізувати пожежі на північний схід від Афін.
27 серпня під час гасіння пожежі над островом Кефалінія в Іонічному морі розбився грецький пожежний літак PZL, пілот літака загинув.; станом на цей день пожежі ушкодили 150 житлових будинків в Аттиці, знищили 21 тис. га лісів та сільськогосподарських угідь. Виникли нові осередки пожежі на островах Андрос та Евбея в Егейському морі та Кефалінія в Іонічному морі.

## Міжнародна допомога
На 24 серпня з-за кордону грецьким рятівникам надіслали у допомогу:
- Франція: 4 літаки.

- Італія: 2 літаки.

- Кіпр: гелікоптер та групу пожежників.

- Австрія: 3 малих літаки та 3 гелікоптери.

- Росія: 2 літаки МНС.

- Іспанія: 2 літаки.